# Cantherhines longicaudus
Cantherhines longicaudus és una espècie de peix de la família dels monacàntids i de l'ordre dels tetraodontiformes.

## Morfologia
- Les femelles poden assolir 13,2 cm de longitud total.[4]

## Hàbitat
És un peix marí, de clima tropical i demersal que viu entre 18-21 m de fondària.

## Distribució geogràfica
Es troba a Tahití i les illes Cook.

## Observacions
És inofensiu per als humans.